# Lepyrodia heleocharoides
Lepyrodia heleocharoides là một loài thực vật có hoa trong họ Restionaceae. Loài này được Gilg mô tả khoa học đầu tiên năm 1904.